# Tangled Creek
Der Tangled Creek (englisch für verworrener Bach) ist ein etwa 8 km langer, rechter Nebenfluss des Firehole River im Nordwesten des US-Bundesstaates Wyoming. Er fließt auf seiner gesamten Länge durch den Yellowstone-Nationalpark.

## Verlauf
Der Tangled Creek entspringt nordöstlich des Unteren Geysir-Beckens auf dem zentralen Hochplateau des Yellowstone-Nationalparks im nördlichsten Teton County auf einer Höhe von etwa 2415 m. Er fließt zunächst in südwestliche Richtung und erreicht nach etwa 3 km mit der Firehole Lake Group den östlichsten Teil des Unteren Geysir-Beckens. Dort durchfließt er zunächst den Firehole Lake, unterquert dann den Firehole Lake Drive und fällt über die Hot Cascades vom Black Warrior Lake in den Hot Lake hinab. Dabei passiert er mehrere Geysire und Thermalquellen, darunter Artesia Geyser, Gray Bulger Geyser, Young Hopeful Geyser sowie Black Warrior Springs. Mit Verlassen des Sees fließt der Tangled Creek als verflochtener Fluss durch das Thermalbecken, passiert den Pink Cone Geyser und wendet sich nördlich des White-Dome-Geysers nach Nordwesten. Der Fluss unterquert zwei weitere Male den Firehole Lake Drive sowie weiter flussabwärts die Grand Loop Road (U.S. Highway 191) und nimmt den Abfluss zahlreicher weiterer Geysire und Thermalquellen auf. Nach nur 8 km mündet er auf einer Höhe von 2196 m in den hier nach Norden fließenden Firehole River.

## Hydrologie
Der Tangled Creek ist als Nebenfluss des Firehole River Teil des Einzugsgebietes des Madison River, der über Missouri und Mississippi in den Golf von Mexiko entwässert. Das Einzugsgebiet des Tangled Creek grenzt an die Einzugsgebiete von Nez Perce Creek im Norden sowie White Creek im Süden. Trotz seiner geringen Länge verläuft der Tangled Creek auf mehreren Kilometern als stark verflochtener Fluss und besteht aus zahlreichen ineinander verflochtenen Kanälen.
Die Wassermenge des Tangled Creek entsteht nahezu vollständig aus dem Abfluss der heißen Quellen und Geysire. Abläufe in den Fluss können eine Temperatur von über 95 °C aufweisen, die Wassertemperatur im Fluss selbst beträgt im Verlauf durch den Black Warrior Lake bis zu 66 °C. Die heißen Zuflüsse in den Thermalgebieten sind teilweise durch Algen und Bakterien bunt gefärbt. Die Farben reichen von Brauntönen über dunkles Grün, Tiefrot, Orange bis zu leuchtendem Gelb.

## Galerie

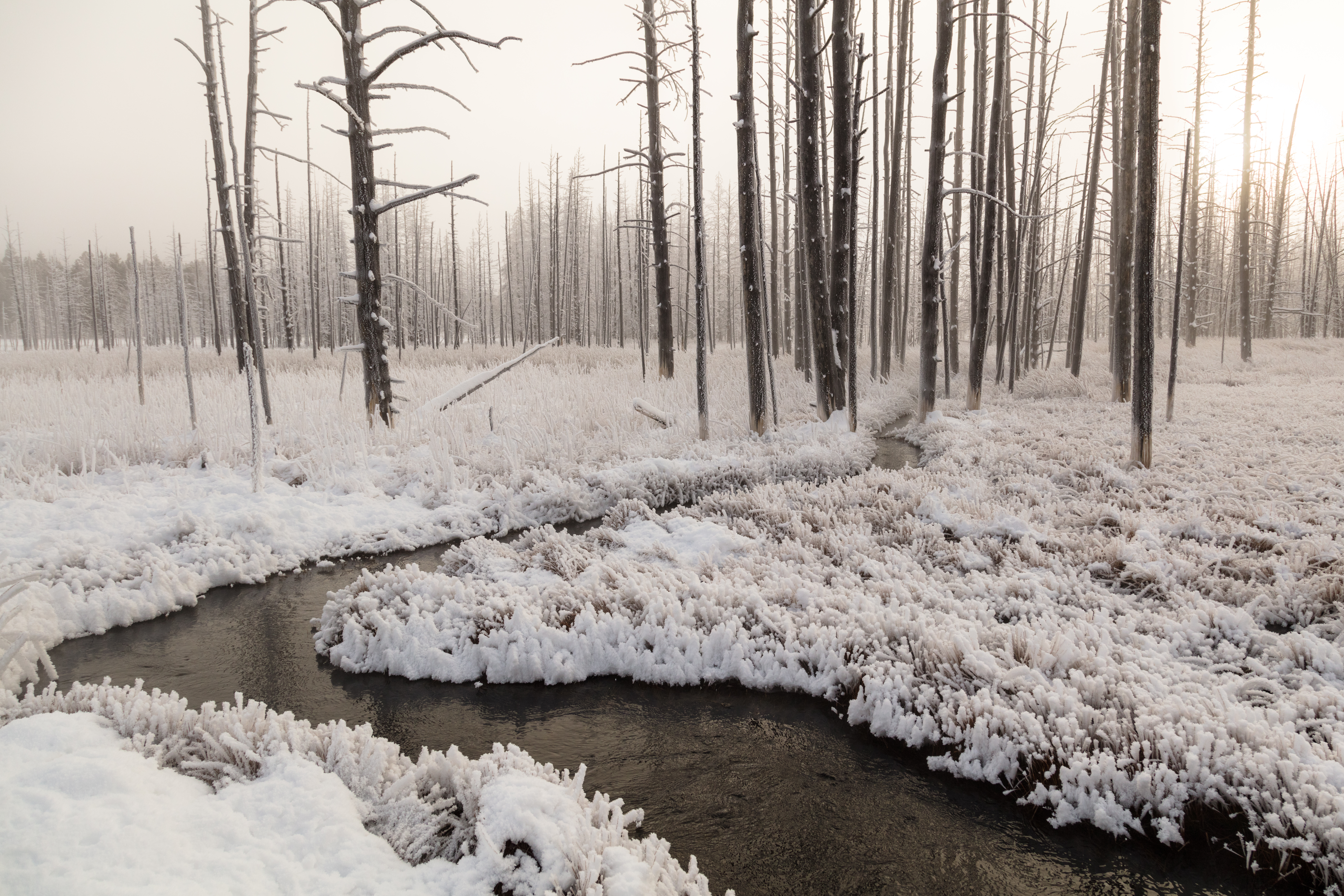
Tangled Creek
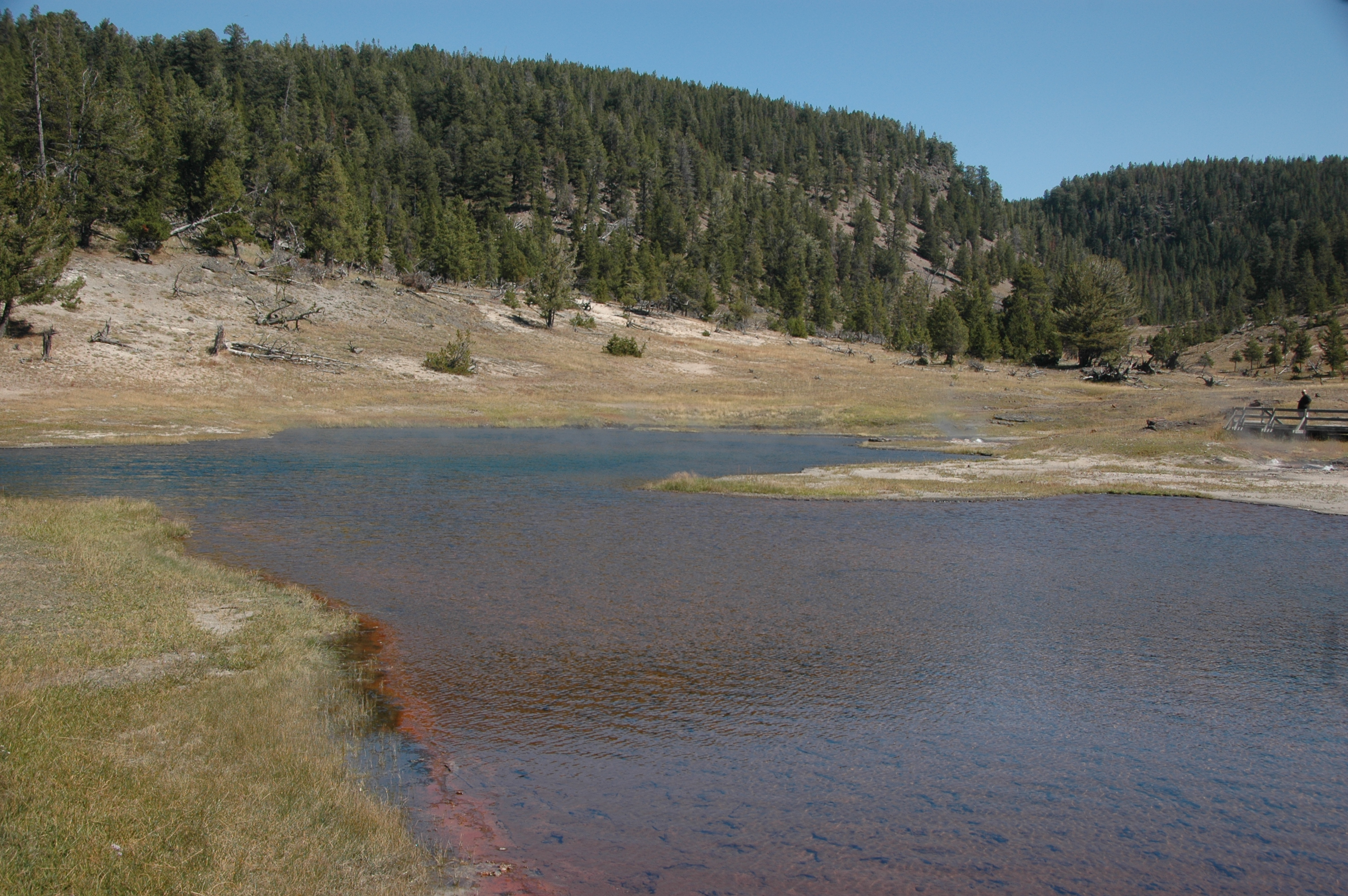
Der vom Tangled Creek durchflossene Firehole Lake
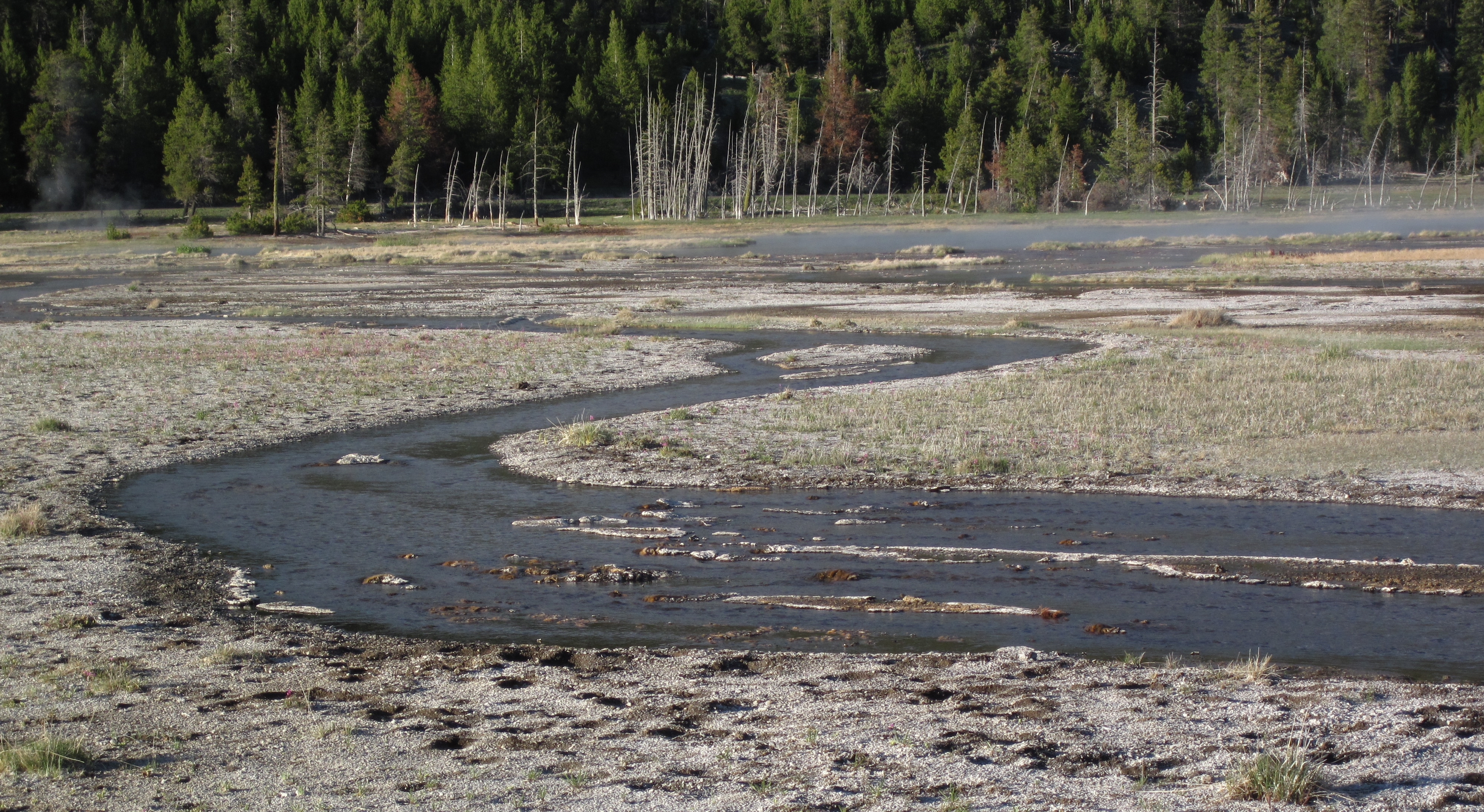
Tangled Creek am Abfluss des Hot Lake
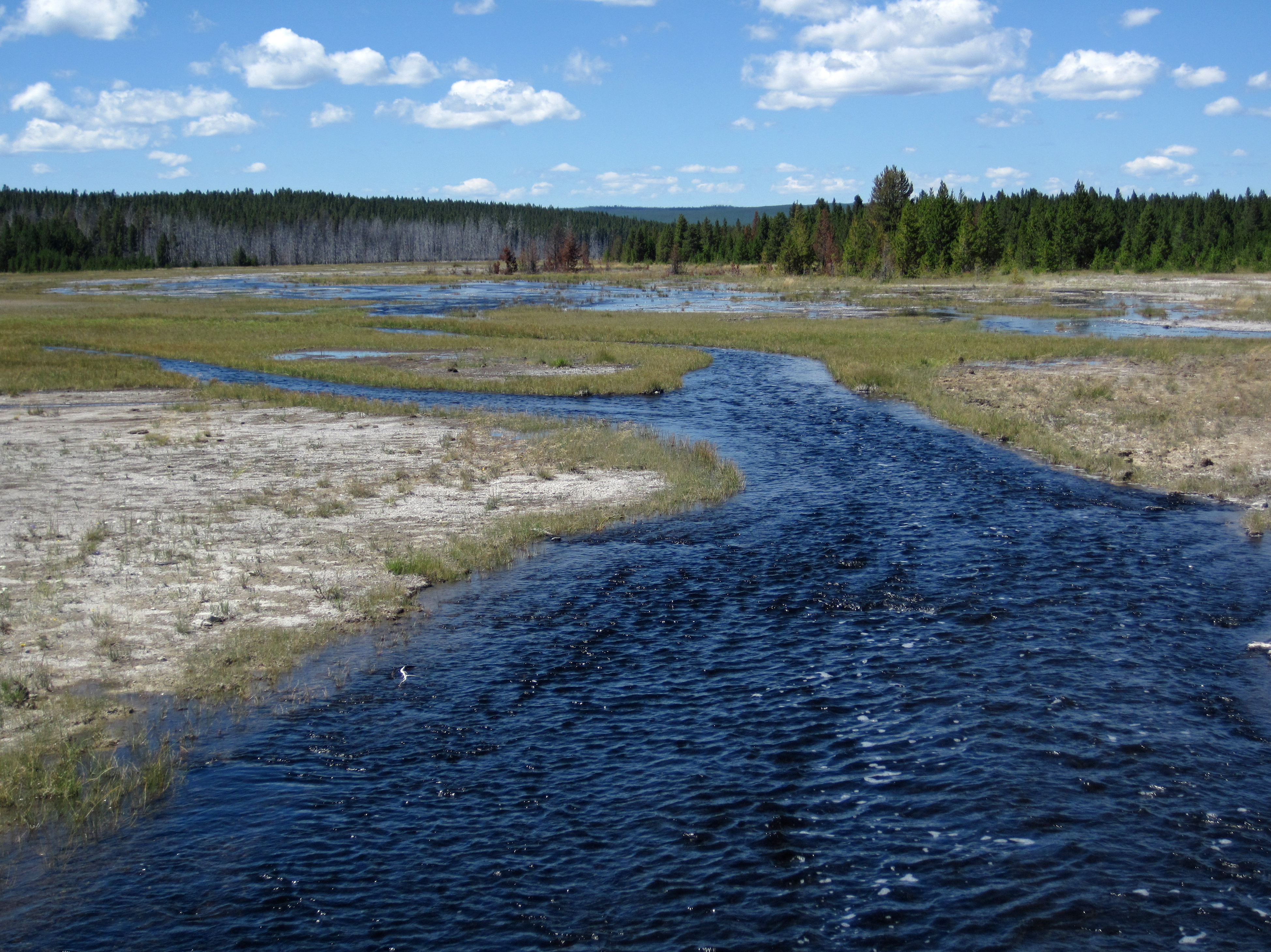
Mittellauf des Tangled Creek
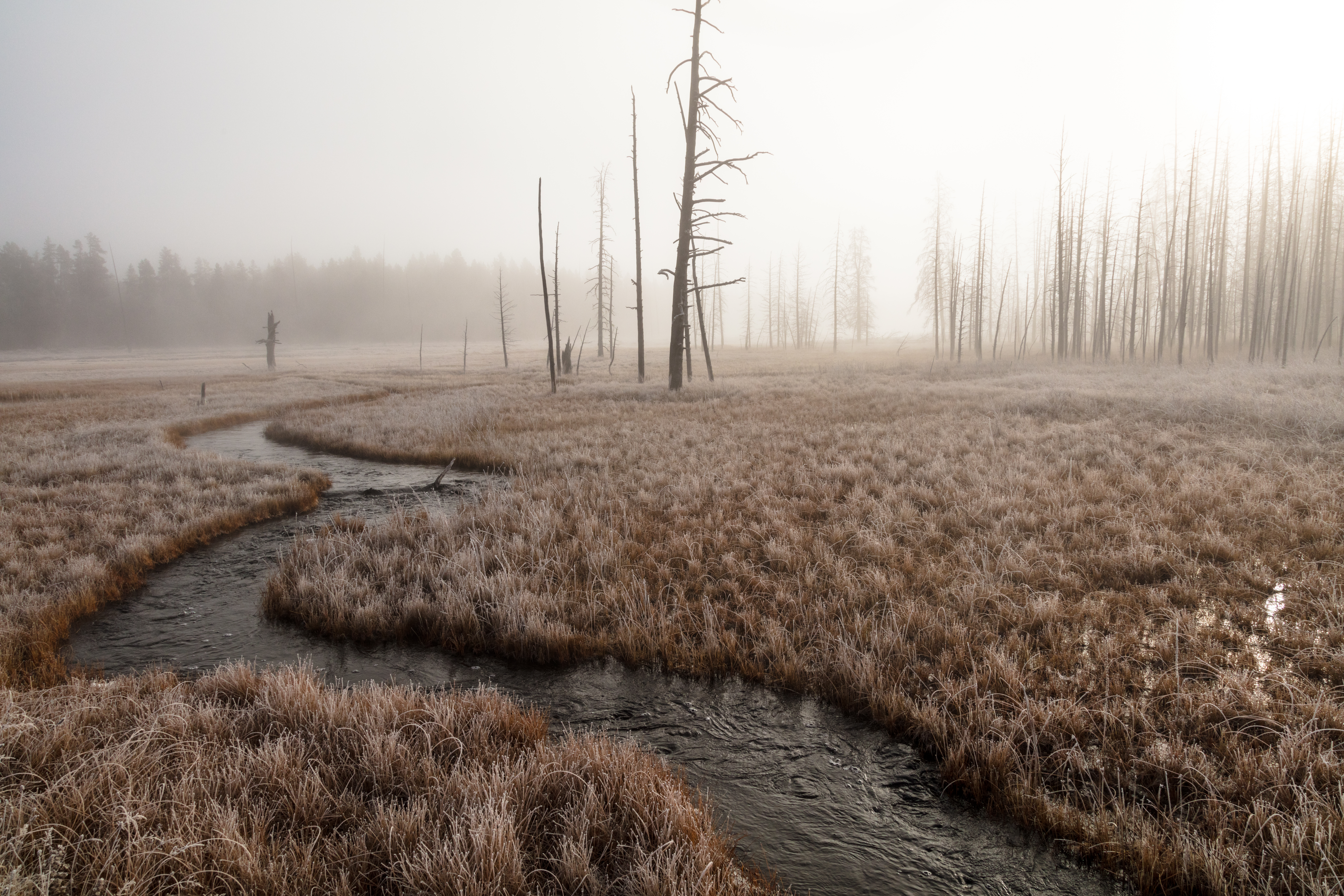
Tangled Creek

## Belege
1. ↑  Tangled Creek. In: Geographic Names Information System. United States Geological Survey, United States Department of the Interior (englisch).
2. ↑  Black Warrior Lake Details - Yellowstone Research Coordination Network. Abgerufen am 3. Juni 2025.